# 紫 (筑紫野市)
紫（むらさき）は、福岡県筑紫野市にある地名。住居表示が実施している紫一丁目から紫七丁目がある。郵便番号は818-0061。2025年（令和7年）1月末日現在の人口は7,415人。

## 概要
筑紫野市の北部に位置し、北側は二日市北、東側は太宰府市、南側は石崎、西側は二日市南・二日市中央と接する。

## 歴史
1889年（明治22年）の町村制施行により御笠郡二日市村及び山口村が成立。1895年（明治28年）8月27日に二日市村は町制施行し御笠郡二日市町となる。1896年（明治29年）4月1日の郡制施行により御笠郡は席田郡・那珂郡とともに筑紫郡となったため筑紫郡二日市町及び筑紫郡山口村となる。1955年（昭和30年）3月1日に二日市町及び山口村は筑紫村・御笠村・山家村と合併し筑紫野町となる。1972年（昭和47年）4月1日に筑紫野町は市制施行し筑紫野市となる。

### 町域の変遷
| 町名町界整理実施後 | 実施年月日         | 住居表示実施前               |
| ------------------ | ------------------ | ---------------------------- |
| 紫一丁目から六丁目 | 1998年（平成10年） | 大字紫・二日市・石崎の各一部 |
| 紫七丁目           | 1999年（平成11年） | 大字紫・二日市・石崎の各一部 |

## 施設
- 九州産業大学付属九州産業高等学校
- 筑紫野市立二日市中学校
- 筑紫野市立二日市東小学校

## 交通

### 道路
- 国道3号
- 福岡県道65号筑紫野筑穂線

### 鉄道
- 西鉄天神大牟田線紫駅

### バス
- 西鉄バス